# Mówią Wieki
Mówią Wieki (с пол. — «Говорят Века») — научно-популярный исторический ежемесячный журнал, издаётся с 1958 года в Варшаве, Польша. Старейшее из существующих научно-историческое издание в Польше. Журнал частично финансируется Министерством культуры и национального наследия Польши.

## История
Журнал был основан в 1958 году. Первым главным редактором была историк профессор Мария Богуцкая. В 1998 к совместному изданию «Mówią Wieki» присоединилось научное издательство PWN («Государственное научное издательство»), а с декабря 2000 — Издательский дом Bellona, специализирующийся на исторической и военной литературе. В журнале публиковались и публикуются наиболее выдающиеся польские историки и учёные. 

## Тематика
С самого начала своего существования «Mówią Wieki» занимается популяризацией истории, уделяя особое внимание польской истории. Специализацией журнала являются монографические номера, посвящённые истории и культуре Польши и других народов, истории польских городов и военной истории. Также журнал посвящает некоторые выпуски истории соседних государств. За содержанием размещённого в журнале  материала следит редакционный совет, состоящий из признанных экспертов.

## Образовательная деятельность
Благодаря гранту Комитета научных исследований журнал поступает в 6000 школ по всей Польше. С 1999 года журнал проводит конкурс для школьной молодёжи «Школьная историческая Лига» (под патронатом Президента РП и спикера Сената РП). С 2003 издаётся приложение «Mówią Wieki в школе», посвящённое проблемам исторического образования и истории в современной школе. Также организован ряд международных студенческих семинаров, в ходе которых польская молодёжь обменивается своими знаниями в области альтернативной истории со сверстниками из Украины, Беларуси, Литвы и России.